# Carl Cronquist

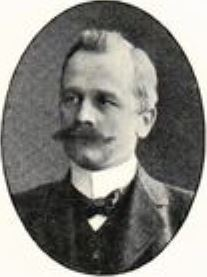
Carl Cronquist.

Carl Cronquist, född 27 februari 1872 i Malmö, död där 13 november 1932, var en svensk dermatolog. Han var son till Georg Cronquist.
Cronquist avlade studentexamen i Malmö 1890, avlade mediko-filosofisk examen vid Lunds universitet 1891, blev medicine kandidat vid Karolinska institutet i Stockholm 1895, medicine licentiat där 1900 och medicine doktor där 1912. Han var amanuens vid Sankt Görans sjukhus i Stockholm 1900–1901, praktiserande läkare i Norrköping 1902–1908, stadsdistriktsläkare där 1905–1906, undersökningsläkare vid Norrköpings folkskolor 1906–1908, praktiserande läkare i Malmö från 1908, läkare vid Malmös Welanderhem från 1922, specialläkare för könssjukdomar vid statens tvångsarbetsanstalt i Landskrona 1922–1924 och läkare vid samma inrättning från 1925. 
Vid sidan av den praktiska läkarverksamheten ägnade han även åt forskning. Under de sista tio åren gällde hans studier behandlingen av den torra seborrén och andra hårsjukdomar, resulterande i framställningen av goda och mycket spridda terapeutiska preparat. Cronquist är gravsatt på Gamla kyrkogården i Malmö.